# Маргарита Пушкина
Маргарита Пушкина е руска поетеса, преводачка и журналистка. Най-известна е като текстописец на песните на рок и метъл групи като Ария, Мастер, Кипелов и Маврин.

## Биография
Родена е в Тбилиси. Баща ѝ, Анатолий Пушкин, е летец, Герой на Съветския съюз. Маргарита от ранна възраст се увлича по авторската песен и рока. Завършва висше образование и работи като преподавателка по английски и испански език. Първият ѝ песенен текст написва през 1970 за Александър Кутиков (басист на Машина времени). През 1976 става текстописец на група Високосное лето, а след разпадането ѝ през 1979 пише текстове за известни групи като Ария, Мастер, ЭВМ, Рондо, Рок-ателие и други. През 1985 пише текста за рок-операта „Стадион“.
От 1992 издава списанието за рок музика „Забриски Rider“. Съавтор е на биографичната книга „Ария. Легенда о динозавре“, издадена през 2001. През 2003 Пушкина и пианистът Генадий Матвеев създават проекта „Margenta“. В него участват музиканти като Алик Грановский, Сергей Терентиев, Михаил Серишев и Валерий Кипелов. Песните на Margenta са изцяло по стихове на Пушкина. Проектът записва 5 албума, един от които е съвместно с група Мастер.

## Албуми на Margenta
- Отлетались – 2003
- По ту сторону сна – 2006
- Династия посвящённых -	2007
- Династия посвящённых – дети Савонаролы	- 2009
- Нейтрализатор мрачности – 2009
- Династия посвящённых – Sic Transit Gloria Mundi

## Книги
- Заживо погребённая в роке – 1990
- Слезай с моего облака – 2000
- Ария. Легенда о динозавре – 2001 (заедно с Дилан Трой)
- Ария Маргариты – 2004
- Династия посвящённых – 2007